# フリュネ

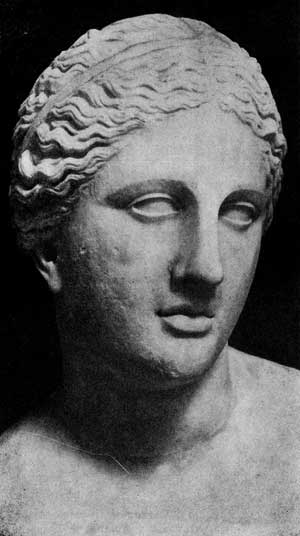
フリュネがモデルだと言われているプラクシテレス『クニドスのアプロディーテー』の古代のレプリカ『Colonna Venus』

フリュネ（プリュネ、フリネ、古希: Φρύνη、古代ギリシア語ラテン翻字: Phrúnē）は、紀元前4世紀の古代ギリシアのヘタイラ。祭儀に対する不敬を理由に裁判にかけられたことで有名。

## 生涯
フリュネの本名はムネサレテ（古希: Μνησαρέτη、古代ギリシア語ラテン翻字: Mnēsarétē、賛美された美徳という意味）であったが、顔色が黄色かったため、ヒキガエルを意味するフリュネと呼ばれていた。これは他の高級遊女や売春婦にもしばしば付けられたあだ名であった。彼女はボイオティアのテスピアイのエピクレスの娘であるが、アテーナイに住んでいた。正確な生没年は不明であるが、紀元前371年頃生まれた。その年は、レウクトラの戦いから間を置かずに、テーバイがテスピアイを撃破し、住人を排除した年であった。

## 名声
アテナイオスは、フリュネについて多くの逸話を残している。彼はフリュネの美しさを賛美し、エレウシスの秘儀とポセイドーンの祭儀が行われた際、彼女が髪を下ろし、衣服を脱いで海に入ったと伝えている。このことは、画家のアペレスの、有名な『海から上がるヴィーナス（アプロディーテー）』の製作意欲を掻き立てた。同様に彼女を愛した彫刻家のプラクシテレスは、古代ギリシアにおける、初の女性の裸体像である『クニドスのアプロディーテー』のモデルに彼女を使ったとされる。
アテナイオスによれば、プラクシテレスは、彼女のためにさらに二つの彫刻を制作した。テスピアイの神殿に奉納されたエロースの彫像と、デルフォイの神殿に奉納された、フリュネ自身を象った黄金の像である。その像は、アルキダモス3世とピリッポス2世の像の間に安置されていた。テーバイのクラテスがこの像を見た時に「ギリシアの放蕩を願う奉納品だ」と称した。パウサニアスは、青銅で箔押しされた二つのアポローン像が彼女の像の隣に置かれていたと伝えている。
アテナイオスは、フリュネが非常に裕福であり、紀元前336年にアレクサンドロス大王によって破壊されたテーバイの城壁の修復費用の寄付を申し出たことを伝えている。ただし、この申し出は、「アレクサンドロスにより破壊され、娼婦フリュネによって再建された」と城壁に刻むことを条件としていたため、テーバイ人によって拒否された。
文学では、シャルル・ボードレールの詩『レスボス』と『美の女神』、ライナー・マリア・リルケの詩『フラミンゴ』が、フリュネの美と名声に霊感を受けて書かれた。

## 裁判

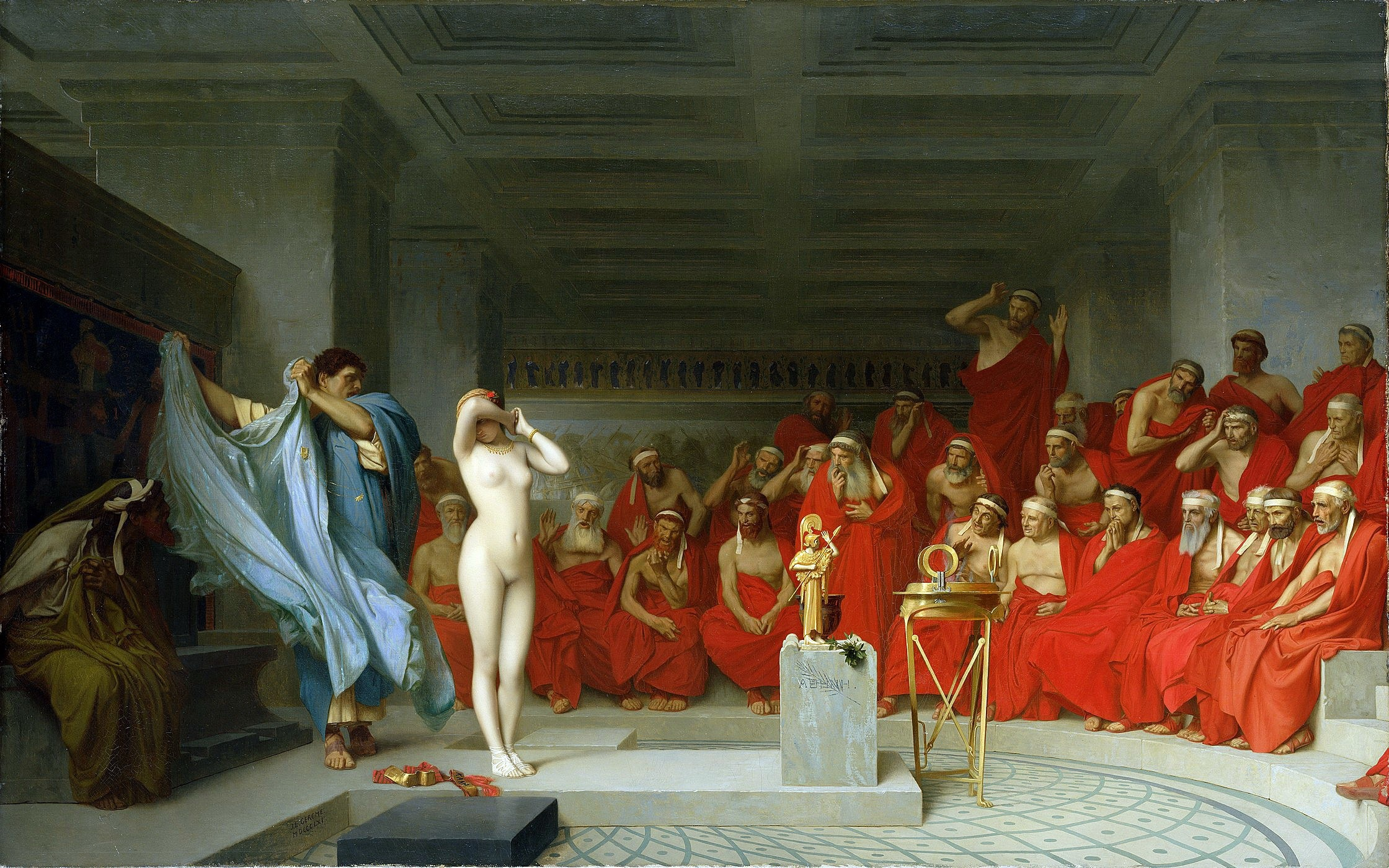
ジャン＝レオン・ジェローム画
『アレオパゴス会議の前でのフリュネ（Phryné devant l'Areopage）』（1861年）

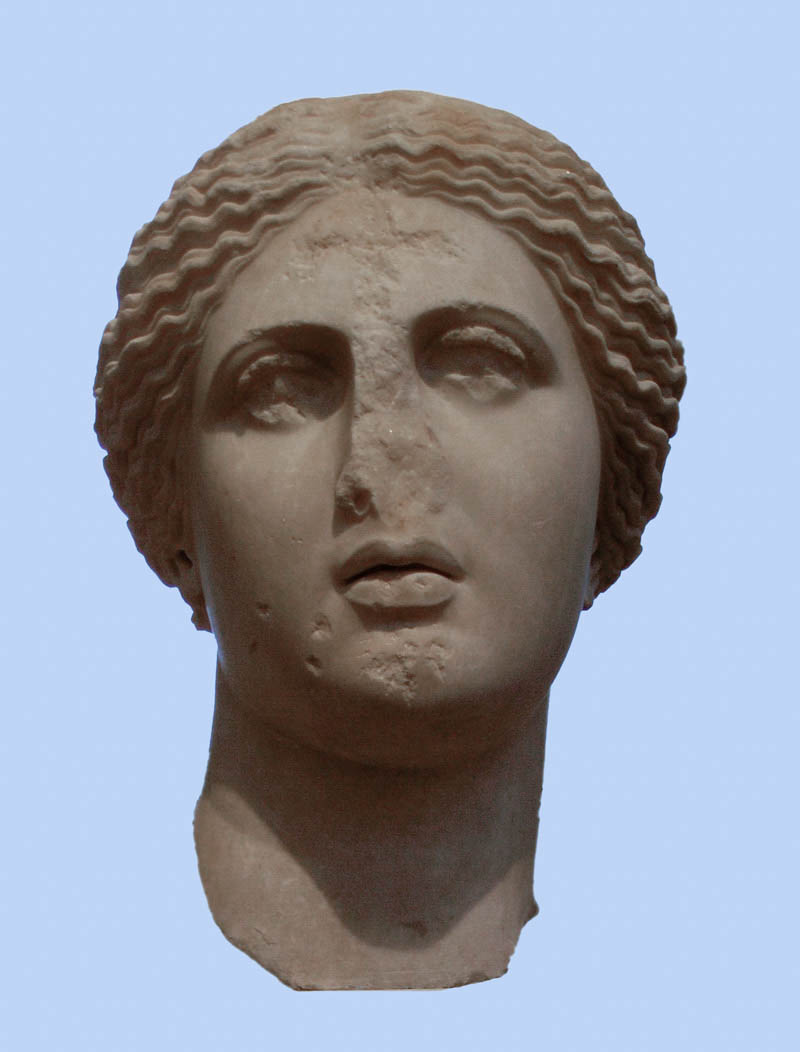
フリュネがモデルだと言われている『Aspremont-Leyde/Arles Aphrodite』の古代のレプリカ。十字架と鼻・耳の損傷はペイガニズムの神を否定する古代人の芸術破壊によるもの。

フリュネの人生において最も有名な出来事は裁判である。アテナイオスは、彼女が訴えられ、恋人の一人である雄弁家のヒュペレイデス（Hypereides）により弁護されたと伝えている。アテナイオスはその起訴の理由について詳細を述べていないが、偽プルタルコス(en)が、不敬によるものであると書き残している。
判決が不利になるかと見えた時、ヒュペレイデスが裁判官達の同情を得ようとフリュネの衣服を脱がせ、胸元を顕わにした。彼女の美しさが、神秘的な恐れとともに裁判官達の胸を打ち、彼らは「アプロディーテーの女預言者であり神官」に有罪の判決を下すことができなかった。彼らは、フリュネを可哀想に思い、無罪を言い渡したのである。アテナイオスはまた、カッサンドレイアの喜劇詩人・ポセイディッポス(en)の『エペシア（エペソスの少女）』における、この裁判についての別の内容を語っている。彼は、フリュネが裁判官一人ひとりの手を取り、涙ながらに自身の生涯について弁護したとだけ語り、衣服については触れていない。
Craig Cooperは、このポセイディッポスによる逸話こそが本物であり、フリュネは裁判の間、胸元を露にすることは無かったと主張している。

## その他の逸話
ある時、リディア王がフリュネを求めたが、フリュネは法外な金額を要求した。気に入らない相手だと思ったためである。しかし王はその金額を呑み、フリュネは王の希望に応えた。
反対に、哲学者のディオゲネスには無償でその身を与えた。ディオゲネスの精神を立派だと思ったからである。ディオゲネス・ラエルティオスは、フリュネが哲学者・クセノクラテスの美徳を確認しようとして失敗したと言っている。
ギリシアの詩人・著作家のディミトリス・バロス（Dimitris Varos）は、『フリュネ』という本を書いた。